# Mian Channun
Mian Channun é uma cidade do Paquistão localizada na província de Punjab.